# Alexia Runggaldier
Alexia Runggaldier (Bresanona, 27 de noviembre de 1991) es una deportista italiana que compite en biatlón. Ganó una medalla de bronce en el Campeonato Mundial de Biatlón de 2017 y una medalla de plata en el Campeonato Europeo de Biatlón de 2018.

## Palmarés internacional
| Campeonato Mundial | Campeonato Mundial   | Campeonato Mundial | Campeonato Mundial |
| Año                | Lugar                | Medalla            | Prueba             |
| ------------------ | -------------------- | ------------------ | ------------------ |
| 2017               | Hochfilzen (Austria) | Medalla de bronce  | Individual         |
| Campeonato Europeo |                      |                    |                    |
| Año                | Lugar                | Medalla            | Prueba             |
| 2018               | Val Ridanna (Italia) | Medalla de plata   | Individual         |